# Renault Master
Renault Master je dodávkový automobil vyráběný francouzským výrobcem Renault od roku 1980. Všechny čtyři generace byly navrženy a vyrobeny pouze společností Renault.
K dispozici je několik různých karosářských variant, od standardní dodávky až po větší modely.

## První generace

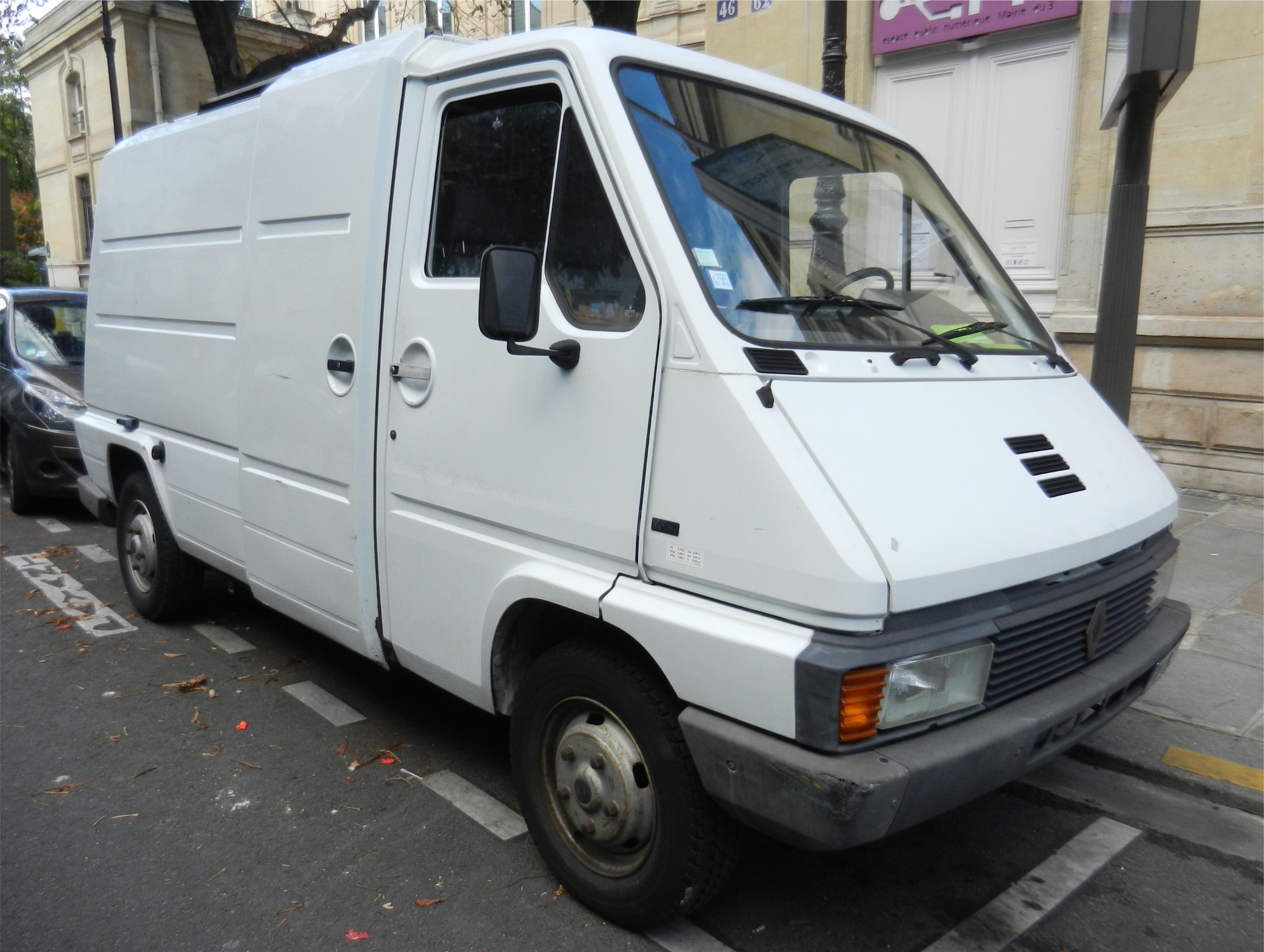
První generace Renaultu Master

Původní Renault Master byl uveden na trh v září 1980.
Vyznačoval se výrazným stylem s posuvnými dveřmi a neobvyklými kulatými klikami dveří.
Dodávka se vyráběla v tehdy novém závodě Renaultu SoVAB Batilly v severovýchodní Francii.

## Druhá generace

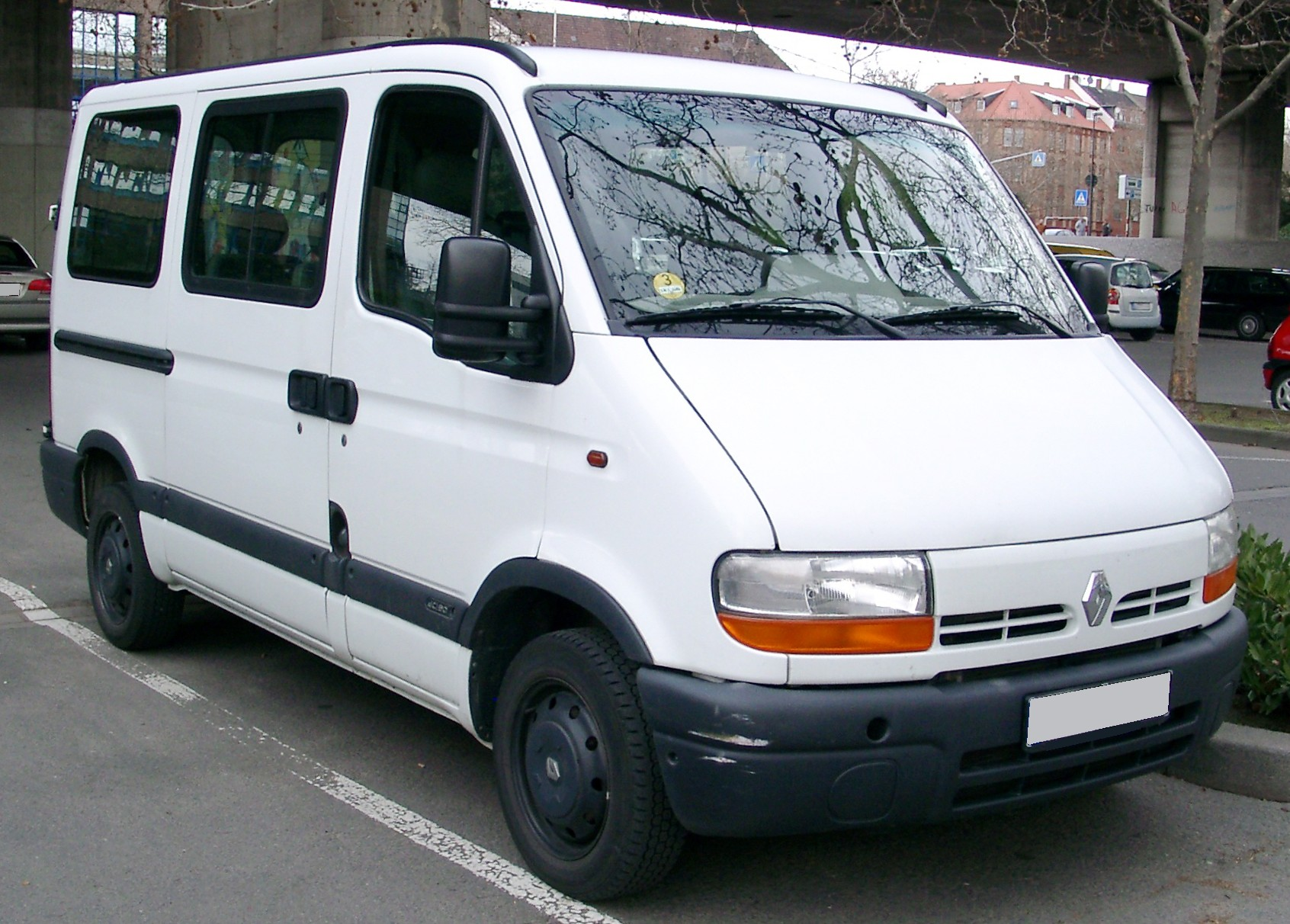
Druhá generace Renaultu Master

Druhá generace Renaultu Master byla uvedena v listopadu 1997.
Dodávka prošla na konci roku 2003 zásadní modernizací a faceliftem.

## Třetí generace

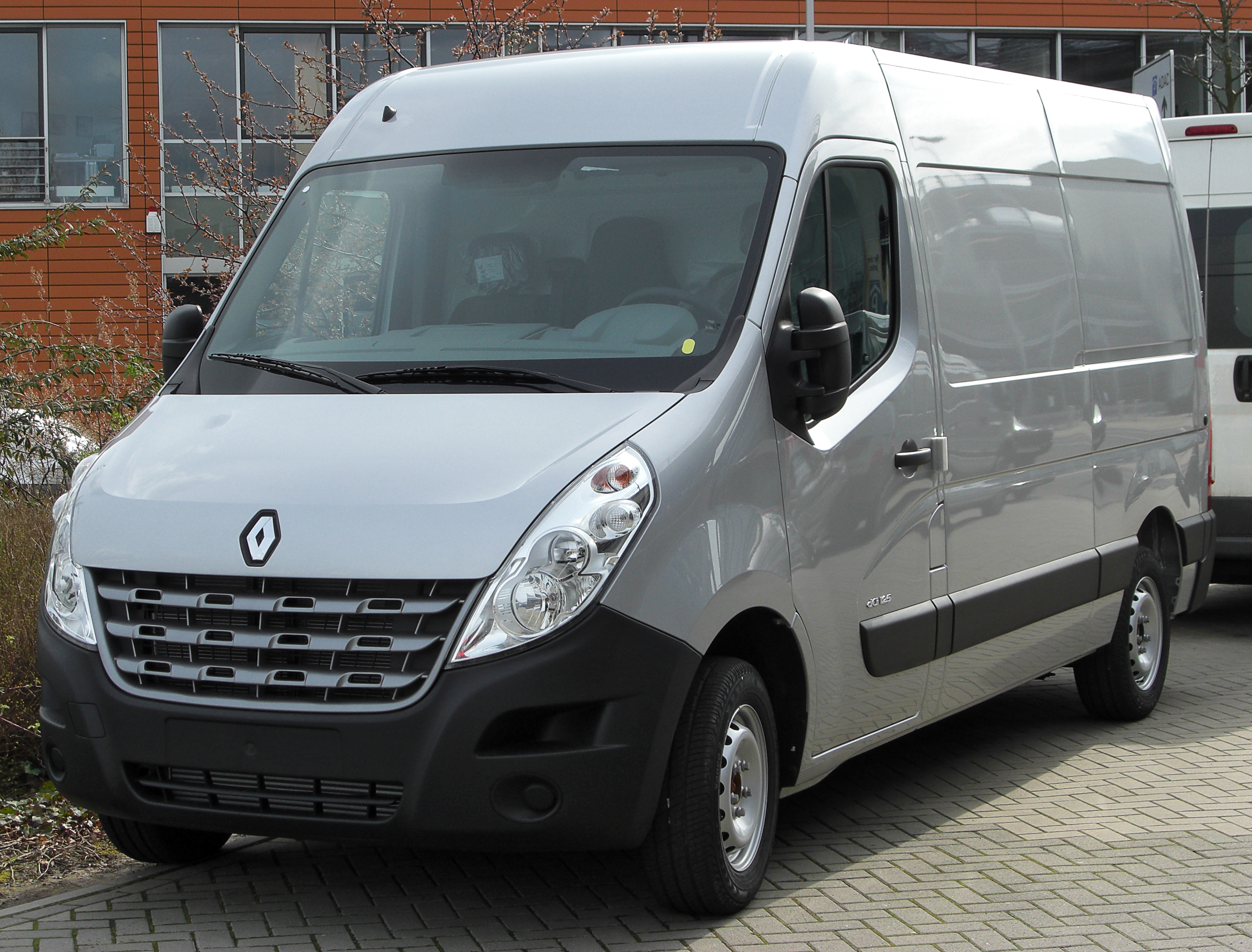
Třetí generace Renaultu Master

Třetí generace modelu byla představena v létě 2010.
Faceliftovaný model byl představen v září 2019.

## Čtvrtá generace

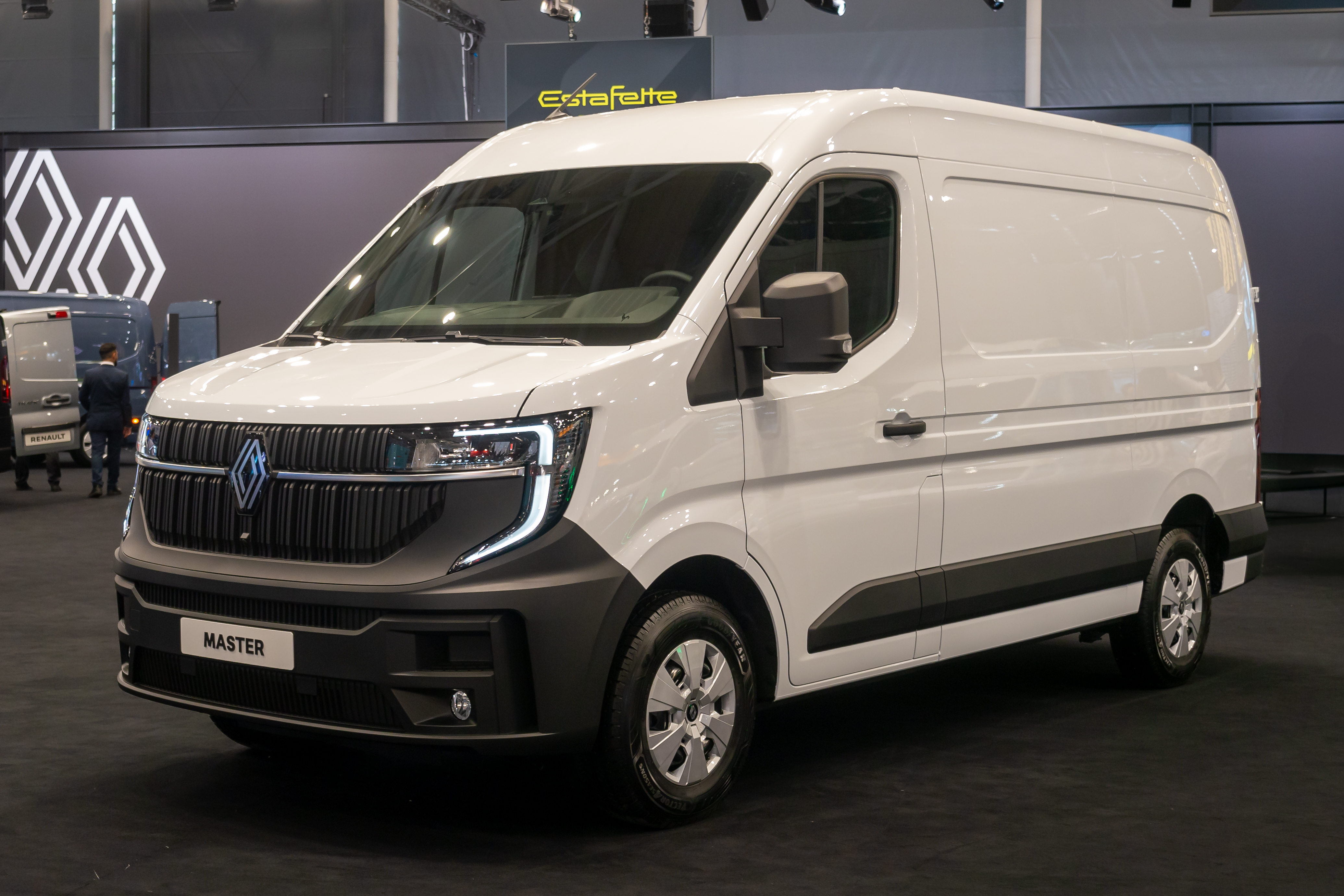
Čtvrtá generace Renaultu Master

Čtvrtá generace byla představena 21. listopadu 2023 na autosalonu Solutrans v Lyonu. Je k dispozici se spalovacím, elektrickým i vodíkovým pohonem.
16. září 2023 byla dodávka jmenována mezinárodní dodávkou roku 2025.